# Harper Range
Die Harper Range ist ein Gebirgszug in der Region Canterbury auf der Südinsel von Neuseeland.

## Geographie
Die Harper Range befindet sich rund 13 km südsüdöstlich des Zusammenflusses von Havelock River und Clyde River zur Bildung des Rangitata River, der westlich bis südlich an der Harper Range vorbeifließt. Westlich des Gebirgszugs auf der gegenüberliegenden Seite des Rangitata River grenzen die Sinclair Range und die Brabazon Range an, im Südwesten die Ben McLeod Range, im Süden die Tara Haoa Range und im Osten die Moorhouse Range. Nordöstlich der Harper Range dehnt sich die teilweise sumpfige Ebene der Seen Lake Clearwater, Lake Camp, Lake Emma und Lake Roundabout aus und im Norden trennt der Potts River die Harper Range von der Potts Range.
Der rund 22 km lange und in Nordwest-Südost-Richtung verlaufende Gebirgszug, findet mit dem 1829 m hohen Mount Harper seinen höchsten Punkt.
Administrativ gehört die Harper Range zum Ashburton District.